# 热带风暴埃里卡
熱帶風暴埃里卡（英語：Tropical Storm Erika）為多米尼加帶來嚴重災情，在加勒比海地區造成超過5億美元損失。埃里卡已被除名，埃里卡是自2001年熱帶風暴阿利森以來第二場未达飓风强度但却导致名称退役的大西洋风暴。

## 氣象歷史
2015年8月20日，一個熱帶波形成於西非大西洋沿岸附近，美國國家颶風中心也開始監視此系統 。
8月23日，該系統漸漸擴大其環流並形成尖槽。8月24日，該系統增強成為熱帶風暴，並由美國國家颶風中心命名為埃里卡。
8月27日，埃里卡達到其強度巔峰。
8月28日，埃里卡減弱為低壓區。
8月29日，美國國家颶風中心取消對其的監視。
9月3日，其殘餘系統在喬治亞州消散。

## 影響

### 多米尼加
埃里卡活躍期间，為多米尼加帶來强降雨，造成全島30人喪生，这是自飓风大衛以来该国最严重的灾难。由於风暴对多米尼加造成嚴重破壞，多米尼加獲得大量国际援助。